# HES5
HES5 (англ. Hes family bHLH transcription factor 5) – білок, який кодується однойменним геном, розташованим у людей на короткому плечі 1-ї хромосоми.  Довжина поліпептидного ланцюга білка становить 166 амінокислот, а молекулярна маса — 18 226.
| 10         |  | 20         |  | 30         |  | 40         |  | 50         |
| ---------- |  | ---------- |  | ---------- |  | ---------- |  | ---------- |
| MAPSTVAVEL |  | LSPKEKNRLR |  | KPVVEKMRRD |  | RINSSIEQLK |  | LLLEQEFARH |
| QPNSKLEKAD |  | ILEMAVSYLK |  | HSKAFVAAAG |  | PKSLHQDYSE |  | GYSWCLQEAV |
| QFLTLHAASD |  | TQMKLLYHFQ |  | RPPAAPAAPA |  | KEPKAPGAAP |  | PPALSAKATA |
| AAAAAHQPAC |  | GLWRPW     |  |            |  |            |  |            |

A: Аланін

C: Цистеїн

D: Аспарагінова кислота

E: Глутамінова кислота

F: Фенілаланін

G: Гліцин

H: Гістидин

I: Ізолейцин

K: Лізин

L: Лейцин

M: Метіонін

N: Аспарагін

P: Пролін

Q: Глутамін

R: Аргінін

S: Серин

T: Треонін

V: Валін

W: Триптофан

Кодований геном білок за функціями належить до репресорів, білків розвитку. 
Задіяний у таких біологічних процесах як транскрипція, регуляція транскрипції, диференціація, нейрогенез. 
Білок має сайт для зв'язування з ДНК. 
Локалізований у ядрі.